# Zlib-Lizenz
Die zlib/libpng-Lizenz ist eine von der Open Source Initiative und der Free Software Foundation (FSF) anerkannte Freizügige Open-Source-Lizenz. Laut der FSF ist sie zudem kompatibel zur GNU General Public License (GPL).
Sie beinhaltet, dass der Autor der Software keine Haftung für irgendwelche Schäden übernimmt, die aus der Benutzung selbiger resultieren. Die Verwendung der Software ist frei zu allen, das heißt auch zu kommerziellen Zwecken, unter folgenden drei Bedingungen:
1. Man darf nicht behaupten, dass man der Urheber der Software ist. Bei der Verwendung in einem Produkt ist außerdem eine Erwähnung in den Unterlagen erwünscht, jedoch nicht erforderlich.
2. Ein geänderter Quellcode muss auch als solcher gekennzeichnet werden und darf nicht als ursprüngliche Quelle genannt werden.
3. Der Lizenzhinweis darf nicht entfernt werden

Die Zlib-Lizenz enthält wie auch die BSD-Lizenz  kein Copyleft.
Wie bei den meisten freien Lizenzen enthält die Lizenz einen Haftungsausschluss, der nicht zwischen Vorsatz und Fahrlässigkeit unterscheidet. Ein solcher findet nach deutschem Recht keine Anwendung. Soweit die Software jedoch unentgeltlich überlassen wird, gilt § 521 BGB, wonach nur für Vorsatz und grobe Fahrlässigkeit gehaftet wird.

## Verwendung
Ursprünglich für die Lizenzierung der zlib (die das Backend der unter Unix-Systemen weit verbreiteten gzip-Komprimierung darstellt) entworfen, wird die zlib-Lizenz nun von zahlreichen freien Projekten verwendet. Einige der bekannteren sind:
- die Allegro-Bibliothek
- die Cube-/Sauerbraten-Game-Engine
- die Grafik-Engine Irrlicht
- das Nullsoft Scriptable Install System
- die plattformunabhängige Multimedia-Bibliothek Simple DirectMedia Layer (seit v1.3)

## Lizenztext
| Originaltext | Sinngemäße Übersetzung |
| Copyright (c) <Jahr> <Copyrightinhaber> This software is provided 'as-is', without any express or implied warranty. In no event will the authors be held liable for any damages arising from the use of this software. Permission is granted to anyone to use this software for any purpose, including commercial applications, and to alter it and redistribute it freely, subject to the following restrictions: 1. The origin of this software must not be misrepresented; you must not claim that you wrote the original software. If you use this software in a product, an acknowledgment in the product documentation would be appreciated but is not required. 2. Altered source versions must be plainly marked as such, and must not be misrepresented as being the original software. 3. This notice may not be removed or altered from any source distribution. | Copyright (c) <Jahr> <Copyrightinhaber> Diese Software wird ohne ausdrückliche oder implizierte Garantie bereitgestellt. In keinem Fall können die Autoren für irgendwelche Schäden, die durch die Benutzung dieser Software entstanden sind, haftbar gemacht werden. Es ist jedem gestattet, diese Software für jeden Zweck, inklusive kommerzieller Anwendungen, zu benutzen, zu verändern und sie frei weiterzuverbreiten, sofern folgende Bedingungen erfüllt sind: 1. Die Herkunft dieser Software darf nicht falsch dargestellt werden; Sie dürfen nicht angeben, dass Sie die ursprüngliche Software geschrieben haben. Wenn Sie diese Software in einem Produkt benutzten, würde eine Erwähnung geschätzt werden, sie ist aber nicht erforderlich. 2. Veränderte Quelltextversionen müssen deutlich als solche gekennzeichnet werden und dürfen nicht als die Originalsoftware dargestellt werden. 3. Diese Notiz darf in den Quelltexten nicht verändert oder gelöscht werden. |